# Götz von Tschirnhaus

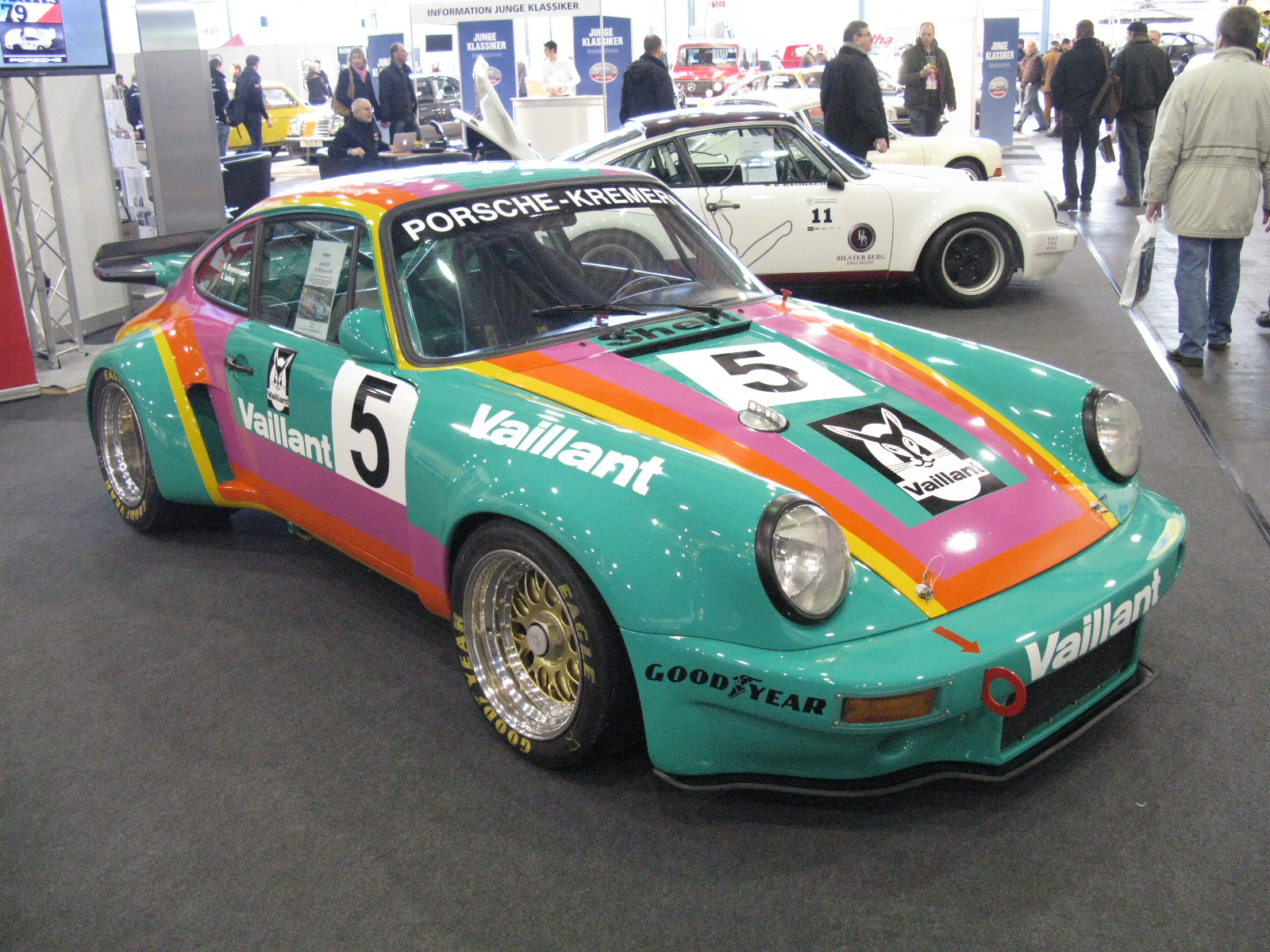
Der von Götz von Tschirnhaus gefahrene Porsche 911 Carrera RSR

Götz von Tschirnhaus (* 26. Juni 1939 in Hamburg; † 31. Mai 2022 in Grönwohld) war ein deutscher Automobilrennfahrer.

## Bei Porsche
Götz von Tschirnhaus arbeitete nach einer Lehre als Industriekaufmann als Vertriebsmitarbeiter eines Lkw-Unternehmens. Ab 1969 war er Vertriebsmitarbeiter im Porsche Zentrum Hamburg und wechselte 1987 zu Porsche nach Frankfurt. Im von Walter Glöckler gegründeten Unternehmen stieg er bis zum Geschäftsführer auf. 2001 kehrte er nach Hamburg zurück und war bis zu seiner Pensionierung 2012 Geschäftsführer des Raffay Porsche Zentrums Eiffestraße.

## Karriere als Rennfahrer
Zwischen 1976 und 1984 war Götz von Tschirnhaus in unregelmäßigen Abständen bei den beiden Langstreckenrennen am Nürburgring und in Le Mans am Start. Sein bevorzugter Rennpartner war Dieter Schornstein, mit dem er 1976 auf einem Porsche 911 Carrera RS mit dem 15. Endrang am Nürburgring debütierte. 1977 beendete er das 1000-km-Rennen als Gesamtfünfter und 1979 als Vierter.
In Le Mans war er dreimal am Start, mit der besten Platzierung 1979, als er Gesamtsiebter wurde. 1980 wurde er Achter und feierte einen Klassensieg.
Er starb im Mai 2022.

## Statistik

### Le-Mans-Ergebnisse
| Jahr | Team              | Fahrzeug        | Teamkollege  | Teamkollege        | Platzierung            | Ausfallgrund |
| ---- | ----------------- | --------------- | ------------ | ------------------ | ---------------------- | ------------ |
| 1979 | Sekurit Racing    | Porsche 935/77A | Edgar Dören  | Dieter Schornstein | Rang 7                 |              |
| 1980 | Velga Racing Team | Porsche 935/77A | Harald Grohs | Dieter Schornstein | Rang 8 und Klassensieg |              |
| 1981 | Velga Racing Team | Porsche 935 J   | Harald Grohs | Dieter Schornstein | Rang 10                |              |

### Einzelergebnisse in der Sportwagen-Weltmeisterschaft
| Saison | Team                        | Rennwagen               | 1   | 2   | 3   | 4   | 5   | 6   | 7   | 8   | 9   | 10  | 11  | 12  | 13  | 14  | 15  | 16  | 17  |
| ------ | --------------------------- | ----------------------- | --- | --- | --- | --- | --- | --- | --- | --- | --- | --- | --- | --- | --- | --- | --- | --- | --- |
| 1976   | Dieter Schornstein          | Porsche Carrera RS      | MUG | VAL | NÜR | MON | SIL | IMO | NÜR | ZEL | PER | WAT | MOS | DIJ | DIJ | SAL |     |     |     |
| 1976   | Dieter Schornstein          | Porsche Carrera RS      |     |     |     | 15  |     |     |     |     |     |     |     |     |     |     |     |     |     |
| 1977   | Kremer Racing               | Porsche 934             | DAY | MUG | DIJ | MON | SIL | NÜR | VAL | PER | WAT | EST | LEC | MOS | IMO | SAL | BRH | HOK | VAL |
| 1977   | Kremer Racing               | Porsche 934             |     |     | 4   |     |     |     |     |     |     |     |     |     |     |     |     |     |     |
| 1978   | Norddeutscher Automobilclub | Porsche 911 Carrera RSR | DAY | SEB | MUG | TAL | DIJ | SIL | NÜR | LEM | MIS | DAY | WAT | VAL | ROD |     |     |     |     |
| 1978   | Norddeutscher Automobilclub | Porsche 911 Carrera RSR |     |     |     | 14  |     |     |     |     |     |     |     |     |     |     |     |     |     |
| 1979   | Sekurit Racing              | Porsche 935             | DAY | SEB | MUG | TAL | DIJ | RIV | SIL | NÜR | LEM | PER | DAY | WAT | SPA | BRH | ROA | VAL | ELS |
| 1979   | Sekurit Racing              | Porsche 935             |     |     |     |     |     |     |     | 4   | 7   |     |     |     |     |     |     |     |     |
| 1980   | Vegla Racing                | Porsche 935             | DAY | BRH | SEB | MUG | MON | RIV | SIL | NÜR | LEM | DAY | WAT | SPA | MOS | ROA | VAL | DIJ |     |
| 1980   | Vegla Racing                | Porsche 935             |     |     |     |     |     | 8   |     |     |     |     |     |     |     |     |     |     |     |
| 1981   | Vegla Racing                | Porsche 935             | DAY | SEB | MUG | MON | RIV | SIL | NÜR | LEM | PER | DAY | WAT | SPA | MOS | ROA | BRH |     |     |
| 1981   | Vegla Racing                | Porsche 935             |     |     |     |     | 10  |     |     |     |     |     |     |     |     |     |     |     |     |
| 1984   | Strandell Motors            | Porsche 930             | MON | SIL | LEM | NÜR | BRH | MOS | SPA | IMO | FUJ | KYA | SAN |     |     |     |     |     |     |
| 1984   | Strandell Motors            | Porsche 930             | 22  |     |     |     |     |     |     |     |     |     |     |     |     |     |     |     |     |